# 古納斯伯里站
古納斯伯里站（英語：Gunnersbury station）是一座位于伦敦西部的伦敦地铁和地上铁车站。是伦敦地铁區域線里奇蒙支线和伦敦地上铁北伦敦线的换乘站。在此站伦敦地铁里奇蒙支线和伦敦地上铁北伦敦线互相分开。往区域线其他支线须在特南綠地站或伯爵阁站换乘。往其他伦敦地上铁线路可在卫斯顿交汇站换乘。